# Leandro Barrera
Leandro Barrera (Godoy Cruz, 22 februari 1991) is een Argentijnse voetbalspeler die bij voorkeur als vleugelaanvaller speelt. Hij verruilde in 2015 Argentinos Juniors voor San Jose Eartquakes.

## Clubcarrière
Barrera begon zijn carrière bij het Argentijnse Argentinos Juniors waar hij zijn debuut maakte tegen CA Huracán. Op 19 februari 2014 werd hij verhuurd aan het Amerikaanse Chivas USA. Daar maakte hij op 9 maart 2014 zijn debuut tegen Chicago Fire. In diezelfde wedstrijd gaf hij de assist op het doelpunt van Thomas McNamara. Het seizoen in 2014 was het laatste seizoen voor voetbalclub Chivas USA (de voetbalclub werd opgeheven), waarna Barrera voor 2015 tekende bij San Jose Earthquakes.